# 319-й гвардейский миномётный полк реактивной артиллерии
319-й гвардейский миномётный Новгородский Краснознамённый полк  — воинская часть Вооружённых Сил СССР в Великой Отечественной войне.

## История
Полк сформирован осенью 1942 года на базе 51 огминдн (сформирован 15.01.1942 из 2-го д-на 5 ГМП (1-е фор.)), затем из него были сформированы три дивизиона реактивной артиллерии, на Волховском фронте.
В составе действующей армии: с 08.12.1942 по 15.11.1944 года и с  21.02.1945 по 11.05.1945 года.
08.12.1942 начал боевые действия на Волховском фронте, в течение 1943 года участвовал в операциях, проводимых на фронте, в том числе, во Мгинской наступательной операции, в начале 1944 года участвует в освобождении Новгорода, за что 21 января 1944 года приказом ВГК полку было присвоено наименование «Новгородский». Затем поддерживает огнём наступающие войска в ходе Псковско-Островской операции, с 10.08.1944 года принимает участие в Тартуской операции. Вышел в район Валги, в ходе Рижской операции c 14.09.1944 года наступает от Валги по направлении к Рижскому заливу и далее вдоль берега на Ригу
По окончании операции выведен в резерв, в феврале 1945 года  включён в состав 37-го гвардейского стрелкового корпуса, в котором вёл боевые действия до конца войны.
- О боевом пути полка смотри статью 37-й гвардейский стрелковый корпус

Закончил боевые действия в городе Смершов (Чехословакия)

## Состав
- 51-й отдельный гвардейский миномётный дивизион
- 454-й отдельный гвардейский миномётный дивизион
- 455-й отдельный гвардейский миномётный дивизион

C 19 августа 1944 года:
- 1-й гвардейский миномётный дивизион
- 2-й  гвардейский миномётный дивизион
- 3-й гвардейский миномётный дивизион

## Подчинение
| Дата            | Фронт (округ)            | Армия                 | Корпус                             | Дивизия | Примечания |
| --------------- | ------------------------ | --------------------- | ---------------------------------- | ------- | ---------- |
| 01.01.1943 года | Волховский фронт         | 54-я армия            | -                                  | -       | -          |
| 01.02.1943 года | Волховский фронт         | 54-я армия            | -                                  | -       | -          |
| 01.03.1943 года | Волховский фронт         | 54-я армия            | -                                  | -       | -          |
| 01.04.1943 года | Волховский фронт         | 8-я армия             | -                                  | -       | -          |
| 01.05.1943 года | Волховский фронт         | 8-я армия             | -                                  | -       | -          |
| 01.06.1943 года | Волховский фронт         | 8-я армия             | -                                  | -       | -          |
| 01.07.1943 года | Волховский фронт         | 8-я армия             | -                                  | -       | -          |
| 01.08.1943 года | Волховский фронт         | 8-я армия             | -                                  | -       | -          |
| 01.09.1943 года | Волховский фронт         | 8-я армия             | -                                  | -       | -          |
| 01.10.1943 года | Волховский фронт         | 8-я армия             | -                                  | -       | -          |
| 01.11.1943 года | Волховский фронт         | 59-я армия            | -                                  | -       | -          |
| 01.12.1943 года | Волховский фронт         | 59-я армия            | -                                  | -       | -          |
| 01.01.1944 года | Волховский фронт         | 59-я армия            | -                                  | -       | -          |
| 01.02.1944 года | Волховский фронт         | 8-я армия             | -                                  | -       | -          |
| 01.03.1944 года | Ленинградский фронт      | -                     | -                                  | -       | -          |
| 01.04.1944 года | Ленинградский фронт      | 67-я армия            | -                                  | -       | -          |
| 01.05.1944 года | 3-й Прибалтийский фронт  | 67-я армия            | -                                  | -       | -          |
| 01.06.1944 года | 3-й Прибалтийский фронт  | 67-я армия            | -                                  | -       | -          |
| 01.07.1944 года | 3-й Прибалтийский фронт  | 67-я армия            | -                                  | -       | -          |
| 01.08.1944 года | 3-й Прибалтийский фронт  | 1-я ударная армия     | -                                  | -       | -          |
| 01.09.1944 года | 3-й Прибалтийский фронт  | 1-я ударная армия     | -                                  | -       | -          |
| 01.10.1944 года | 3-й Прибалтийский фронт  | 1-я ударная армия     | -                                  | -       | -          |
| 01.11.1944 года | Ленинградский фронт      | -                     | -                                  | -       | -          |
| 01.12.1944 года | Московский военный округ | -                     | -                                  | -       | -          |
| 01.01.1945 года | Московский военный округ | -                     | -                                  | -       | -          |
| 01.02.1945 года | Резерв Ставки ВГК        | 9-я гвардейская армия | 37-й гвардейский стрелковый корпус | -       | -          |
| 01.03.1945 года | 2-й Украинский фронт     | 9-я гвардейская армия | 37-й гвардейский стрелковый корпус | -       | -          |
| 01.04.1945 года | 3-й Украинский фронт     | 9-я гвардейская армия | 37-й гвардейский стрелковый корпус | -       | -          |
| 01.05.1945 года | 3-й Украинский фронт     | 9-я гвардейская армия | 37-й гвардейский стрелковый корпус | -       | -          |

## Командиры
- командиры полка: гв. майор / подполковник Ассеев Александр Иванович (с 1942 — 12.1945);
- начальники штаба: майор Вешняков Вениамин Иванович (в 12.1943 — врио ком-ра полка, убит 18.09.1944), майор Вахренев Виктор Георгиевич (1944, затем ком-р 2-го д-на), майор Любошиц Е. Я. (1945);
- зам. ком. полка: майор Бокий Дмитрий Николаевич (1945, в 1946 — ком-р полка);
- нач. политотд. майор Шекунов Михаил Семёнович (с 1943, в 1945 — ком-р 52 ОУД РОС ГМЧ КА);

Командиры дивизионов:
- 51-й огмдн / 1 — майор Ассеев Александр Иванович (1942, затем ком-р полка), капитан Опелков (1942), майор Любошиц Ефим Яковлевич (с 1943, с 1945 — НШ полка), капитан Аристов М. М. (с 5.1943), капитан Киричек Иван Иванович (с 1945); нач. штаба ст. л-т Аристов Михаил Михайлович (1942, с 5.1943 — ком-р д-на), ст. л-т Кабахидзе Владимир Ильич (с 1944, в 1945 — ком-р 3 д-на); нач.разведки ст. л-т Лебедев Александр Алексеевич (1943); ком-р бат-и л / ст. л-т Долгин Николай Иванович (с 1942);
- 454 огмдн / 2 — капитан / майор Вахренев Виктор Георгиевич (с 7.1943 — 5.1945, в 1944 и в 10.1945 — НШ полка), ст. л-т Кобахидзе В. И. (1945); нач.штаба ст. л-т Сорокин Алексей Константинович (1944);
- 455 огмдн / 3 — майор Копыцкий Анатолий Михайлович (1944, в 8.1945 — ком-р 2-го огмд 10 ТК), ст. л-т Акивисон Исаак Рувимович (1945);

## Награды и наименования
| Награда (наименование) | Дата       | За что получена           |
| ---------------------- | ---------- | ------------------------- |
| «Гвардейский»          | 1942       | При формировании          |
| «Новгородский»         | 21.01.1944 | За освобождение Новгорода |
| Орден Красного Знамени | ??.??.???? | ??                        |